# Henry Moseley
Henry Gwyn Jeffreys Moseley (23. listopadu 1887 Weymouth, Anglie – 10. srpna 1915 Dardanely) byl britský fyzik. Objevil empirický vztah mezi rentgenovými spektry a atomovými čísly (nyní protonovými čísly) prvků - později po něm pojmenovaný Moseleyův zákon. Jeho nejdůležitějším vědeckým příspěvkem tak byl důkaz správnosti pojmu atomových čísel v chemii a příspěvek k popisu struktury atomu. Předpověděl několik nových prvků a položil základy pro jeden z hlavních nástrojů chemické analýzy - rentgenovou spektrometrii.
Moseley, kterému bylo v době jeho smrti jen dvacet sedm let, mohl podle názoru některých vědců významně přispět k dalšímu poznání struktury atomu. Před svou smrtí byl nominován na Nobelovu cenu za fyziku i za chemii. Mnozí vědci, kteří se stejně jako on věnovali rentgenové spektroskopie, tuto cenu získali. Byli to Max von Laue, William Henry Bragg a William Lawrence Bragg, Charles Barkla, Niels Bohr a Manne Siegbahn.
Moseley posunul atomovou fyziku, jadernou fyziku a kvantovou fyziku tím, že poskytl první experimentální důkazy ve prospěch kvantové teorie Nielse Bohra. Na Měsíci je po něm pojmenován kráter Moseley.

## Životopis

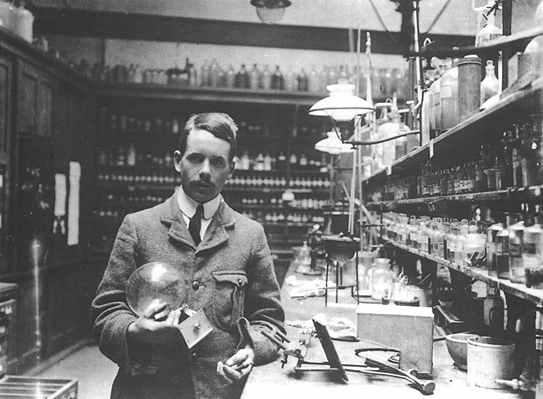
Moseley v laboratoři se skleněnou baňkou používanou jako rentgenový spektrometr.

### Mládí a studia
Henry Moseley se narodil 23. listopadu 1887 ve Weymouth v hrabství Dorset na jihu Anglie. Jeho otec Henry Nottidge Moseley působil jako profesor anatomie a fyziologie na Oxfordské univerzitě.
Jako chlapec byl velmi nadaný student a dosáhl na stipendium na Eton College, kde vyhrál ceny v chemii i ve fyzice. Roku 1906 nastoupil na Oxfordskou univerzitu, kde získal bakalářský titul. Po promoci nastoupil jako stážista k Ernestu Rutherfordovi na univerzitu v Manchesteru a po roce vyučování se zde začal zabývat i výzkumem. Roku 1913 při pozorování působení paprsků X (rentgenové záření) na převážně kovové prvky, objevil vztah mezi vlnovou délkou rentgenového záření a atomovým číslem prvku. Tento objev se nyní nazývá Moseleyho zákon.

### Konec života
Na konci roku 1913 odmítl nabídku stipendia od Rutherforda a přestěhoval se z Manchesteru do Oxfordu, aby pokračoval ve svém výzkumu. Po vypuknutí první světové války do ní vlastenecky založený Moseley narukoval. Vstoupil do Royal Engineers AFC. Sloužil zde jako technický důstojník a při britsko-francouzské neúspěšné invazi na Gallipoli zahynul dne 15. 8. 1915.
Přes svůj mladý věk byl velkým přínosem pro vědecké bádání a na počest jeho památce mu byly Královskou společností instalovány pamětní desky například v Manchesteru a Etonu. Na jeho počest je pojmenována medaile a cena Fyzikálního ústavu Henryho Moseleyho.

## Práce a objevy

### Moseleyův zákon

Graf Moseleyova zákona: vztah protonového čísla a druhé odmocniny vlnové délky záření

V roce 1913 Moseley nalezl pomocí rentgenové spektroskopie vztah mezi vlnovou délkou záření a atomovým číslem, nyní nazvaný Moseleyův zákon. Před tímto jeho objevem byla periodická tabulka řazena podle vzrůstající  atomové hmotnosti prvků. Její objevitel Dmitrij Ivanovič Mendělejev například přiřadil kobaltu číslo 27 a niklu 28 na základě jejich známých vlastností, i když mají takřka shodnou hmotnost (kobalt dokonce větší než nikl). Moseleyho objev ukázal, že atomová čísla prvků mají experimentálně měřitelný základ ve fyzice, konkrétně ve spektru rentgenového záření.

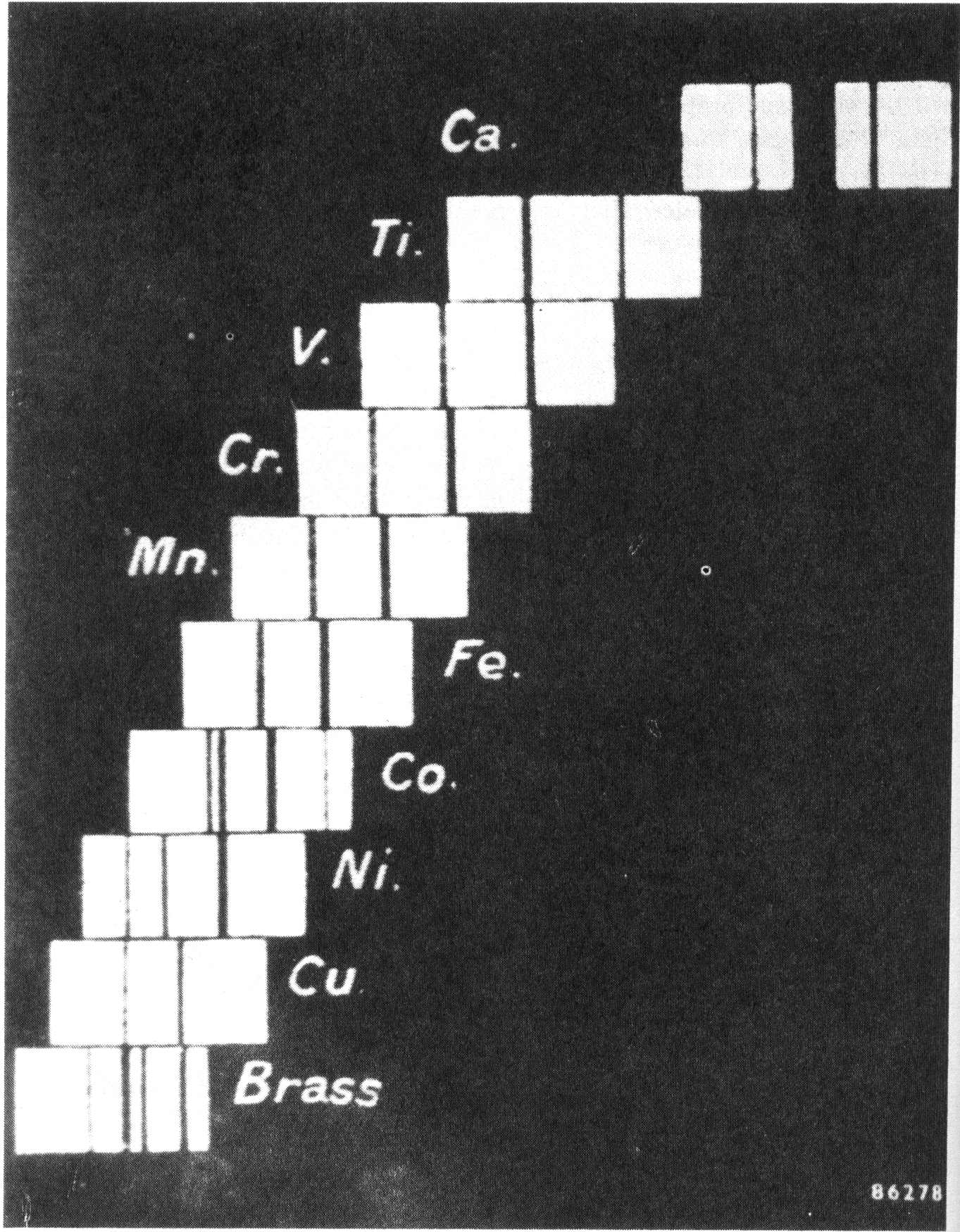
Moseleyův fotografický záznam charakteristických rentgenových emisních čar řady prvků od vápníku Ca po měď Cu a zinek Zn.

Moseley na základě svého objevu dokázal určit dosud neznámé prvky v periodické tabulce prvků. Byly to prvky s atomovými čísly 43 (technecium), 61 (promethium), 72 (hafnium) a 75 (rhenium). Technecium již před ním dokázal na základě své intuice předpovědět Dmitrij Mendělejev, podobně jako jeho spolupracovník Bohuslav Brauner předpověděl existenci promethia. Nyní tak byly tyto predikce potvrzeny. Navíc Moseley poskytl důkaz, že v periodické tabulce už není žádný chybějící článek mezi hliníkem (s atomovým číslem 13) a zlatem (s atomovým číslem 79). Také, že lanthanoidy mají přesně patnáct členů, přestože samotné prvky neměl k dispozici.
Moseleyho zákon také podpořil nedávno objevenou teorii planetárního modelu atomu vyvinutou Ernestem Rutherfordem a van den Broekem, která se zakládala na objevu jádra z roku 1911. V roce 1913 publikoval svou kvantovou teorii Niels Bohr, který ve svém modelu atomu vysvětlil, jak atom absorbuje a vyzařuje elektromagnetické záření (tedy i záření rentgenové). Tato teorie ukázala, že daná frekvence záření má základ v odlišných energetických hladinách, na kterých se pohybují elektrony a že tato frekvence je závislá na kladných elementárních částicích (později objevených protonech). Niels Bohr tak teoreticky potvrdil Moseleyovy experimenty.

### Rentgenový spektrometr

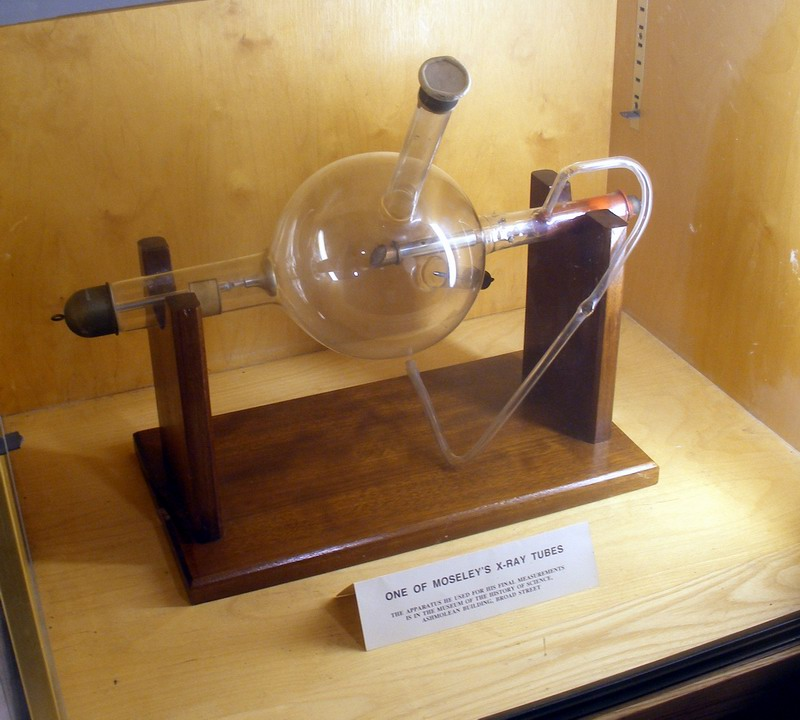
Moseleyův rentgenový spektrometr

Z dnešního hlediska používal Moseley primitivní rentgenový spektrometr, který byl složen z elektronky uvnitř skleněné baňky a přídavných zařízení. Uvnitř vakuové trubice byly elektrony vystřeleny na vzorek čistého prvku, což způsobilo excitaci elektronů z vnitřních elektronových sfér prvku. Návrat elektronů zpět do své sféry způsobil emisi rentgenových fotonů, které byly otvorem vyvedeny z trubice. Tam byly rozloženy standardizovaným krystalem soli na paprsky určité vlnové délky. Tyto paprsky se pak zobrazily jako fotografické čáry na filmu umístěném na vnější straně vakuové trubice ve známé vzdálenosti. Aplikace Braggova zákona pak umožnila vypočítat vlnovou délku emitovaného rentgenového záření.
Moseley se podílel na návrhu a vývoji raného zařízení pro rentgenovou spektrometrii, neboť se naučil některé techniky od Williama Henryho Bragga a Williama Lawrence Bragga na univerzitě v Leedsu a další sám vyvinul. Mnoho technik rentgenové spektroskopie bylo inspirováno metodami, které se používají při zkoumání viditelného světla spektroskopy, spektrografy nebo spektrogramy.

## Napsali o něm
Moseleymu bylo v době smrti pouhých dvacet sedm let. Podle názoru některých vědců mohl zásadně přispět k poznání struktury atomů. Ernest Rutherford věřil, že Moselyho práce by mu vynesla Nobelovu cenu. Ta však nikdy nebyla udělena posmrtně.
Niels Bohr v roce 1962 řekl: Rutherfordova práce nebyla brána vůbec vážně a velká změna přišla až po Moseleyho objevu.
Isaac Asimov napsal: Vzhledem k tomu, čeho Moseley mohl ještě dosáhnout ... jeho smrt mohla být pro lidstvo obecně nejdražší smrtí války.
Robert Millikan napsal: Ve výzkumu, který je předurčen k tomu, aby se zařadil mezi tucet nejbrilantnějších v koncepci, zručný v provedení a osvětlující výsledky v historii vědy, mladý muž dvacet šest let otevřel okna, skrze která můžeme nahlédnout subatomární svět s určitostí a jistotou, o jaké se nám nikdy předtím ani nesnilo. Kdyby evropská válka neměla jiný výsledek než vyhlazení tohoto mladého života, už jen to by z ní udělalo jeden z nejohavnějších a nejnenapravitelnějších zločinů v dějinách.
George Sarton napsal: Jeho sláva již byla založena na tak bezpečných základech, že jeho památka bude navždy zelená. Je jedním z nesmrtelných vědců, a přestože by byl ušetřen k našemu poznání učinil mnoho dalších doplňků, přínosy, které mu byly již připsány, měly tak zásadní význam, že pravděpodobnost, že překoná sám sebe, byla velmi malá. Je velmi pravděpodobné, že ať už by jeho život trval jakkoliv, vzpomínalo by se na něj hlavně kvůli 'Moseleyovu zákonu', který publikoval ve věku dvaceti šesti let.